# Petrove
Petrove (in ucraino Петрове?) è un insediamento rurale ucraino (6914 abitanti) nel distretto di Oleksandrija, nell'oblast' di Kirovohrad. Ospita l'amministrazione della comunità territoriale di Petrove, una delle comunità territoriali dell'Ucraina.
Fino al 18 luglio 2024 Petrove è stata il centro amministrativo del Distretto di Petrove, abolito come parte della riforma amministrativa dell'Ucraina, che ha ridotto a quattro il numero dei distretti dell'oblast' di Kirovohrad. L'area del distretto di Petrove è stata fusa nel distretto di Oleksandrija.
Fino al 26 gennaio 2024 Petrove era classificata come insediamento di tipo urbano. Da tale data è entrata in vigore una nuova legge che ha abolito questo status e Petrove è stata riclassificata come insediamento rurale,

## Storia
È stato un villaggio del Governatorato di Cherson sotto l'Impero russo.
A gennaio 1988 la popolazione era di 9844.
A gennaio 2013 la popolazione era di 7530.